# Ulf Hannerz
Ulf Hannerz (Malmö, 1942. június 2. –) svéd antropológus. Jelenleg a Stockholmi Egyetem szociális antropológia professzora. Tagja a Királyi Svéd Tudományos Akadémiának.

## Munkássága
Hannerz kutatási körébe tartoznak a városi társadalmak, a helyi médiakultúrák, transznacionális kulturális folyamatok és a globalizáció. Művei a Lélekoldal és A város felfedezése alapművek a városi antropológia területén.
Hannerz a Cosmopolitans and Locals in World Culture szerzője (1990). Elmélete alapvetően a kozmopolitizmus elemzését mutatja be a külföldiek elemzéséből.
2000-ben Hannerz megtartotta a Lewis Henry Morgan előadását a Rochesteri Egyetemen, amelyet sokan a legfontosabb éves előadás-sorozatnak tekintettek az antropológia területén.
2005-ben az Oslói Egyetem Társadalomtudományi karán tiszteletbeli doktorátust kapott.

## A 10 000 kérdés
Hannerz gyermekként szerepet kapott egy televíziós műsor első adásában a Kvitt eller dubbelt - 10 000 kronorsfrågan (Dupla vagy semmi - a 10 000 koronás kérdés) című műsorban. 1957. január 12-én sugározták az első adást, ahol a 14 éves Hannerz a Hajen (Cápa) becenevet kapta, mert a „trópusi akváriumi halak”-ról kérdezték. Hannerz 10 000 koronát nyert annak ellenére, hogy a műsorban ítélkezési hiba történt. A bíró megkérdezte, hogy a hét megjelenített hal közül melyiknek van szemhéja. Hannerz azt válaszolta, hogy „hundfisk”, vagyis kisebb fajta cápa. A bíró nemet mondott neki, mert úgy vélte, hogy a helyes válasz a „slamkrypare”, és el akarta küldeni a Hannerz-t a műsorból. Hannerz válasza valójában helyes volt, és a „slamkrypare” szó bekerült a svéd nyelvbe 'magabiztosan tett téves kijelentés' jelentéssel.

## Könyvei
- (1969, 2004) Soulside: Inquiries into Ghetto Culture and Community 2004: ISBN 0-226-31576-2
- (1974) Caymanian Politics: Structure and Style in a Changing Island Society
- (1980) Exploring the City: Inquiries Toward an Urban Anthropology, ISBN 0-231-08376-9
  - (2006) Spanyol fordítás: La exploracion de la ciudad, ISBN 84-375-0369-8
- (1992) Cultural Complexity: Studies in the Social Organization of Meaning
- (1996) Transnational Connections: Culture, People, Places
  - (1998) Spanyol fordítás: Conexiones transnacionales - Cultura, gente, lugares, ISBN 84-376-1629-8
  - (2006) Lengyel fordítás: Powiązania transnarodowe: kultura, ludzie, miejsca, ISBN 83-233-2183-3
- (2000, with Kjell Goldmann, Ulf Hannerz, Charles Westin, eds.) Nationalism and Internationalism in the Post-Cold War Era
- (2000) Flows, Boundaries and Hybrids: Keywords in Transnational Anthropology

(1992) Culture, Cities and the World (1986, with Ulla Wagner) Anthropology of Immigration in Sweden
- (2004) Foreign News: Exploring the World of Foreign Correspondents
- (2010) Anthropology's World: Life in a Twenty-First Century Discipline ISBN 978-0-7453-304-71

## Magyarul
- A fordítás mint kulturális praxis. Talal Asad, Ulf Hannerz, Tim Ingold, Wolf Lepenies, Tejaswini Niranjana, Mahasweta Sengupta, Sherry Simon tanulmányai; vál. N. Kovács Tímea vál., ford. Gálosi Adrienne et al.; Jelenkor, Pécs, 2004 (Sensus füzetek)